# Remo Gallati
Remo Gallati (* 1992) ist ein Schweizer Unihockeyspieler, der beim Nationalliga-A-Verein UHC Uster unter Vertrag steht.